# Германістика
Германістика або германська філологія - гуманітарна академічна дисципліна (або комплекс дисциплін), що вивчає германські мови  (мовознавство) та німецькомовну літературу (літературознавство) в історичному плані і в сучасному стані. Сучасна германістика складається з трьох галузей - Германська лінгвістика, сучасна Німецька література і Медієвістика. У додатковому розумінні германістика має на завданні дослідження германських мов, літератур і культур.
З 1980-х років германістика ділиться на німецьку і на досить проблемний проток позанімецької.

## Відомі германісти
- Георг Бенеке (1762—1844)
- брати Якоб (1785—1863) та Вільгельм Грімм (1786—1859)
- Расмус Крістіан Раск (1787—1832)